# Jimi Salonen
Jimi Salonen (Muurame, 3 oktober 1994) is een Finse freestyleskiër. Hij vertegenwoordigde zijn vaderland op de Olympische Winterspelen 2014 in Sotsji en op de Olympische Winterspelen 2018 in Pyeongchang.

## Carrière
Salonen maakte zijn wereldbekerdebuut in december 2011 in Ruka. In maart 2012 scoorde de Fin in Åre zijn eerste wereldbekerpunten. Op de wereldkampioenschappen freestyleskiën 2013 in Voss eindigde hij als achtste op het onderdeel dual moguls en als 38e op het onderdeel moguls. Tijdens de Olympische Winterspelen van 2014 in Sotsji eindigde Salonen als achttiende op het onderdeel moguls.
In januari 2015 behaalde de Fin in Calgary zijn eerste toptienklassering in een wereldbekerwedstrijd. In Kreischberg nam hij deel aan de wereldkampioenschappen freestyleskiën 2015. Op dit toernooi eindigde hij als veertiende op het onderdeel dual moguls en als dertigste op het onderdeel moguls. In februari 2016 stond Salonen in Deer Valley voor de eerste maal in zijn carrière op het podium van een wereldbekerwedstrijd. Op de wereldkampioenschappen freestyleskiën 2017 in de Spaanse Sierra Nevada eindigde de Fin als twaalfde op het onderdeel moguls en als zeventiende op het onderdeel dual moguls. Tijdens de Olympische Winterspelen van 2018 in Pyeongchang eindigde hij als zestiende op het onderdeel moguls.
In Park City nam Salonen deel aan de wereldkampioenschappen freestyleskiën 2019. Op dit toernooi eindigde hij als zevende op het onderdeel moguls en als 27e op het onderdeel dual moguls.

## Resultaten

### Olympische Winterspelen
| Jaar | Plaats      | Resultaten |
| ---- | ----------- | ---------- |
| 2014 | Sotsji      | 18e Moguls |
| 2018 | Pyeongchang | 16e Moguls |

### Wereldkampioenschappen
| Jaar | Plaats        | Resultaten                 |
| ---- | ------------- | -------------------------- |
| 2013 | Voss          | 8e Dual Moguls 38e Moguls  |
| 2015 | Kreischberg   | 14e Dual Moguls 30e Moguls |
| 2017 | Sierra Nevada | 17e Dual Moguls 12e Moguls |
| 2019 | Park City     | 27e Dual Moguls 7e Moguls  |

### Wereldbeker
Eindklasseringen
| Seizoen   | Algm | MO  |
| --------- | ---- | --- |
| 2011/2012 | 216e | 49e |
| 2012/2013 | 233e | 46e |
| 2013/2014 | 175e | 33e |
| 2014/2015 | 85e  | 21e |
| 2015/2016 | 21e  | 5e  |
| 2016/2017 | 78e  | 12e |
| 2017/2018 | 267e | 48e |
| 2018/2019 | 54e  | 10e |
| 2019/2020 | 65e  | 12e |